# NGC 4911
NGC 4911 è una galassia a spirale, localizzata profondamente all'interno dell'Ammasso della Chioma, che si trova a 320 milioni di anni luce nella parte settentrionale della costellazione della Chioma Berenice. La galassia contiene ricche strie di polvere e gas in prossimità del centro galattico. L'esistenza di nubi di idrogeno all'interno della galassia indica che è in atto un'attiva formazione stellare. Questo aspetto di NGC 4911 rappresenta una rarità per una galassia spirale situata nel cuore di un ammasso.